# Franz Hofmann
Franz Johann Hofmann, född 5 april 1906 i Hof, död 14 augusti 1973 Straubing, var en tysk Hauptsturmführer och Schutzhaftlagerführer i Auschwitz under andra världskriget. Vid Första Auschwitzrättegången 1963–1965 dömdes han till livstids fängelse.